# Gus Allen
Pour les articles homonymes, voir Allen.
Gus Allen, anciennement connue sous le nom de Brook A. Allen ou Brooklyn Allen, est un dessinateur de bande dessinée américain connue pour avoir dessiné les dix-sept premiers comic books de la série pour adolescents à succès Lumberjanes en 2014 et 2015.

## Récompenses
- 2015 :
  - Prix Eisner de la meilleure nouvelle série et de la meilleure publication pour adolescents pour Lumberjanes (avec ND Stevenson et Grace Ellis)
  - Prix Harvey de la meilleure publication graphique originale pour jeunes lecteurs pour Lumberjanes (avec ND Stevenson et Grace Ellis)
- 2016 :
  - Prix Harvey de la meilleure publication graphique originale pour jeunes lecteurs pour Lumberjanes (avec ND Stevenson et Grace Ellis)